# Sophiesticated
Sophiesticated  ist ein amerikanischer Pornofilm aus dem Jahr 2007. Produziert wurde der Streifen von 21Sextury. Die Veröffentlichung erfolgte direkt auf DVD (Direct-to-Video), für den Vertrieb zeichnete Antigua Pictures verantwortlich.

## Handlung
Der Film hat keine durchgängige Handlung. Stattdessen werden in knapp zweieinhalb Stunden Spieldauer sechs Szenen aneinandergereiht, die in sich einem roten Faden folgen. Hauptdarstellerin Sophie Moone, deren Vorname im Rahmen eines Wortspiels (englisch sophisticated: anspruchsvoll) zu dem Filmtitel geführt hat, ist dabei in jeder der sechs Szenen zu sehen:
1. Szene: mit Candy Strong und einem männlichen Darsteller
2. Szene: mit Jane F.
3. Szene: mit Tanja
4. Szene: mit Clara G.
5. Szene: mit Sharka Blue und einem männlichen Darsteller
6. Szene: mit Cherry Jul

Vier Szenen zeigen sie bei intimen lesbischen Handlungen mit jeweils einer anderen Darstellerin, zwei Szenen zeigen sie bei einer Triole mit je einem weiblichen und einem männlichen Nebendarsteller. Die Interaktion zwischen Moone und den Männern bleiben dabei auf ein Minimum reduziert, den heterosexuellen Geschlechtsverkehr vollziehen jeweils die Nebendarstellerinnen. In der fünften Szene beteiligt sich Sophie Moone im Rahmen einer Doppelpenetration daran.

## Rezeption
Schon in seiner Einleitung kommt der Rezensent von Adult DVD Talk bereits nach dem ersten Satz zu einer eindeutigen Conclusio:

“Sophie Moone and the supporting cast looked fantastic! If you have a pulse, you should like this movie.”

„Sophie Moone und die Nebendarsteller sahen fantastisch aus! Wenn Sie einen Puls haben, sollten Sie diesen Film mögen.“

Zudem wird die Natürlichkeit betont: Die schlanken, mit natürlichen Rundungen wohlgeformten Frauen wirkten sportlich-fit, ohne nach Steroiden auszusehen. Die dargestellte „pussy love“ sei auf der realistischen Seite angesiedelt, käme ohne Missbrauch der Vagina aus und verfolge das Ziel, die Darstellerin zum Höhepunkt zu bringen. Das Aussehen der Darsteller gepaart mit der intensiven Sexualität der Szenen mache es möglich, den Film gemeinsam als Paar anzuschauen.
Auf der technischen Seite wird angemerkt, dass es visuell keinen Grund für Beanstandungen gebe. Auf der Tonspur wäre jedoch kaum etwas zu hören gewesen, was möglicherweise an einer fehlerhaften Rezensions-DVD liege, in der Bewertung aber dennoch zu einem halben Punkt Abzug geführt habe. Das Menü entspräche dem einfachen Standard und Extras seien nicht vorhanden. An die Produzenten des Streifens wird abschließend der Hinweis gerichtet, dass eine Biografie und/oder ein Interview schon sinnvoll seien, wenn ein Akteur so prominent hervorgehoben werde wie Sophie Moone.